# 新埔里 (新北市)
25°01′23″N 121°28′00″E / 25.0231256°N 121.4666851°E
新埔里為台灣新北市板橋區轄下之一里，面積約0.0574平方公里。清朝1721年（康熙60年），有福建省之平和縣人賴姓來此開墾荒地，因該地為新發現之荒埔地，名之曰新埔。
二次戰後，廢板橋街，立板橋鎮。新埔里為板橋鎮創始里，後來陸續分出華江、新民、幸福、文德、忠誠、公館等里。
經過多次區劃調整，原新埔聚落位於文德里與陽明里交界地塊，大部分已經都市更新而失去原貌。